# リットシティビル
リットシティビルは岡山県岡山市北区にある岡山駅直結の複合型ビルである。

## 概要
2005年（平成17年）8月27日にオープン。岡山市の進める岡山市駅元町地区第二種市街地再開発事業として岡山駅西口前に建設された。
ANAクラウンプラザホテル岡山、NHK岡山放送局、岡山シティミュージアム（旧・岡山市デジタルミュージアム）、オフィス・飲食店・ショップなどの商業施設、駐車場、駐輪場などが一体化した複合施設。
2006年（平成18年）2月、大成建設が所有していた北棟の3階から7階事務所部分および2階の店舗部分と、南棟1階の店舗部分の一部をジャパンリアルエステイト投資法人が取得した。また、同年10月には岡山駅に繋がる直通連絡通路が完成した。
ANAクラウンプラザホテル岡山正面入口横には200インチの大型スクリーン「リットビジョン」が設置され、企業CM・観光案内・情報番組・ニュース・行政広報等を放映している。

## 所在地
- 〒700-0024 岡山県岡山市北区駅元町15-1

## 構造
- 敷地面積 7,596.40平方メートル
- 構造 鉄骨造（一部鉄骨鉄筋コンクリート造）
- 延べ面積 54,867.58平方メートル
- 最高高さ 81.75メートル
- 階数 高層棟：地下2階・地上19階／低層棟：地下2階・地上7階

## フロア詳細
- 駐車場（地下1F・地下2F）約270台

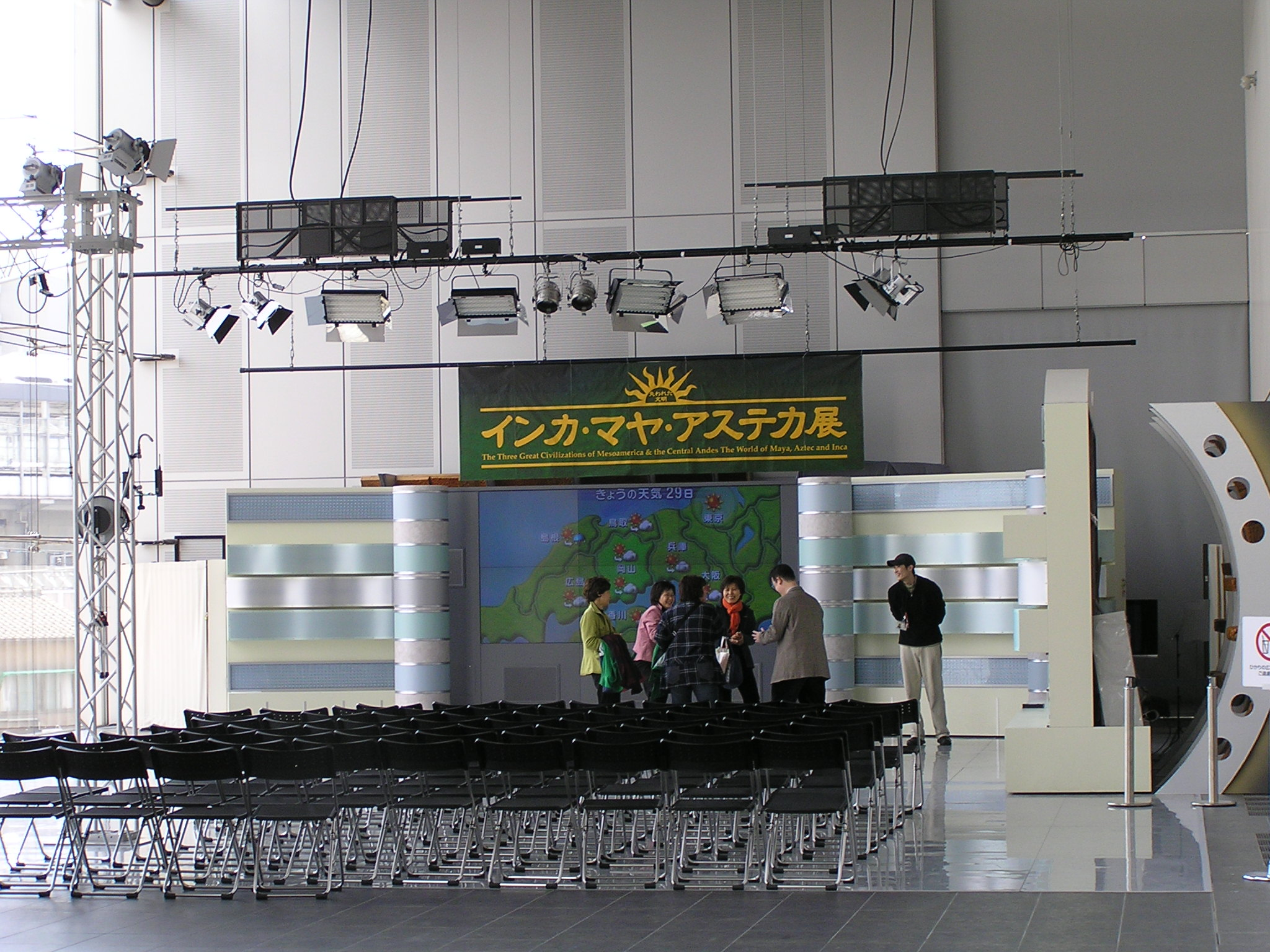
2階にある「ひかりの広場」

- NHK岡山放送局放送会館（1F - 3F）
- 岡山シティミュージアム（4F・5F）
- 商業施設（1F、2F）
  - 2F - リットアベニュー（ショップ・レストラン）
  - 1F - 生田歯科医院 / ローソン岡山リットシティビル店（ローソンATM（中国銀行管理）設置） / 岡山寿郵便局（ゆうちょ銀行ATM設置）
- 業務施設（2F - 7F） - レセプションホール（2F） / オフィス（3F - 7F）
- ANAクラウンプラザホテル岡山（1F、8F - 19F） 客室222室 / ロビー・バンケット・レストラン等

## おもなテナント

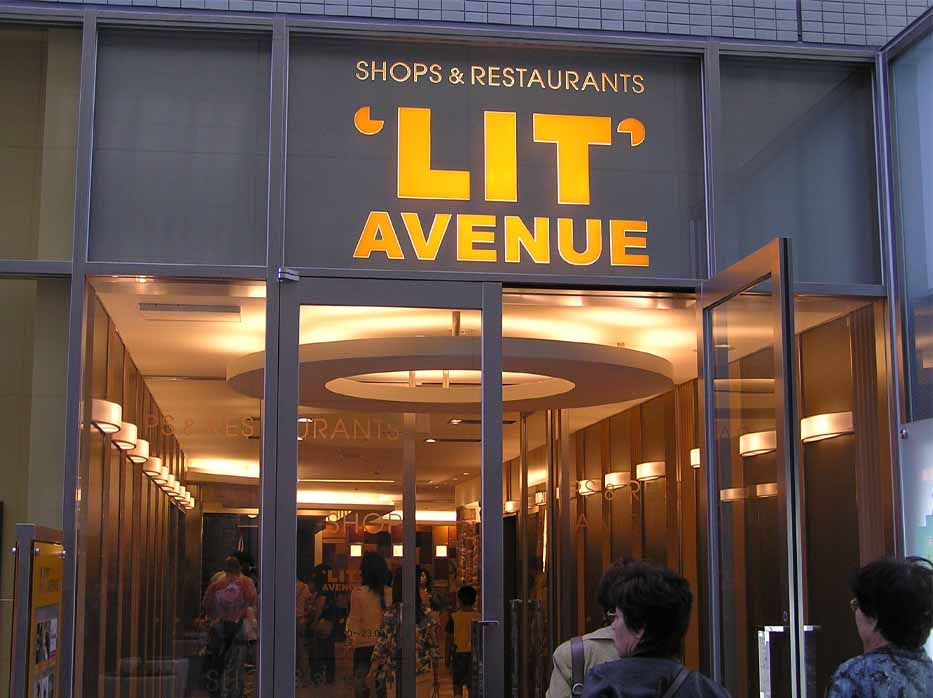
リットアベニュー入口

### リットアベニュー
- ドコモショップ岡山駅西口店
- トヨタレンタリース岡山
- 自然食 四季菜 Fukusa
- HEALTHY　CHINA 粋菜逢
- ブライズ・ビューティ ミチ
- ディーバ ジョイエレエリア Hattori

### オフィス他
- 東京アカデミー岡山校（3F）
- 日本トリム岡山営業所（4F）
- ユニ・チャーム中四国支店（4F）

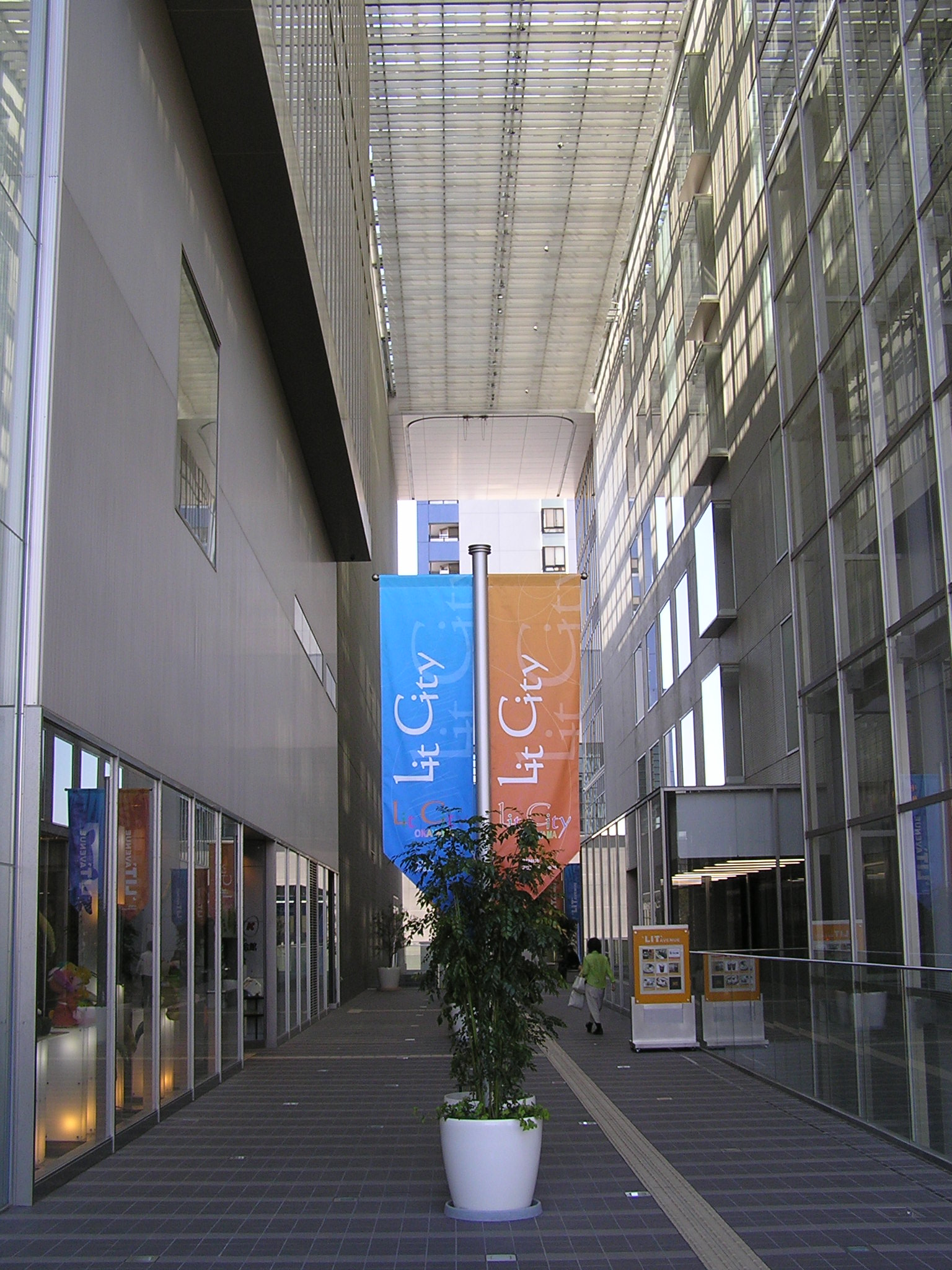
2階吹抜けホール

- 西日本高速道路サービス・ホールディングス岡山支店（4F）
- 菅公学生服本社・岡山ショールーム（5F）
- ソニー生命保険岡山支社（6F）
- ランスタッド岡山オフィス（7F）
- 財団法人安全交通試験研究センター（7F）
- 章栄不動産岡山営業所（7F）
- エーザイ岡山コミュニケーションオフィス（7F）
- 日立ビルシステム岡山営業所（7F）
- キョーリン製薬岡山第一営業所（7F）
- 高知銀行岡山支店（7F・ただしATMは設置されていない）
- アディーレ法律事務所岡山支店（7F）

## リットシティビル駐車場詳細
- 利用料金/30分につき150円
- 昼間利用時間/7：30～22：00
- 宿泊料金/1泊（22:00～翌7:30）1,000円
- 営業時間/24時間営業（年中無休）
- 利用可能な車両/ 高さ2.1m以下、幅2.0m以下、長さ5.0m以下の車両

### 公式サイト
- リットシティビル
- リットビジョン（リットシティビル正面大型スクリーン）のwebサイト

### 関連サイト
- ANAクラウンプラザホテル岡山のwebサイト
- NHK岡山放送局のwebサイト
- 岡山シティミュージアムwebサイト
- 岡山コンベンションセンター（通称:ママカリフォーラム）のwebサイト
- 岡山寿郵便局のwebサイト